# Клеофа Малатеста
Клеофа Малатеста (още Клеофе и Клеопа, ум. 1433 в Мистра, Гърция) е италианска принцеса и деспина на Морея, съпруга на деспот Теодор II Палеолог, брат на последния византийски император Константин XI Палеолог.
Клеофа е дъщеря на Малатеста I, граф на Песаро, и Изабела Гонзага. Клеофа се омъжва за деспот Теодор II Палеолог на 21 януари 1421 в Мистра. Бракът е уреден от вуйчо ѝ, папа Мартин V, който се надявал да постигне съюз между Запада и Православния свят, насочен срещу османските турци. На 20 април 1420 г. Клеофа напуска Италия, потегляйки от Фано за Константинопол. Заедно с Клеофа към Константинопол потегля и София Монфератска, която щяла да се омъжена за император Йоан VIII Палеолог, брат на Теодор II. По случай сватбата ренесансовият композитор Гийом Дюфе съчинява празничния мотет Vasilissa ergo gaude (Радвай се, Кралице, използвайки гръцката дума василиса), а фламандецът Хуго дьо Лантинс пише баладата Tra quante regione.
Клеофа се установява в резиденцията на съпруга си в Мистра – една от последните византийски крепости в Пелопонес. След известно упорство и против волята на вуйчо ѝ, Клеофа приема правослявието под натиска на православното ѝ обкръжение.
Клеофа Малатеста и Теодор II Палеолог имат една дъщеря – Елена Палеологина, която се омъжва за кипърския крал Йоан II.
Клеофа Малатеста умира през 1433 г. Смъртта ѝ е отбелязана в речите на кардинал Василий Висарион и в една възхвала от гръцкия неоплатоник Гемист Плитон.
През 20 век. в двора на църквата в Мистра е открит гроб на знатна жена от 15 в., облечена с аристократична западна одежда. Съществува мнение, че това е гробът на Клеофа Малатеста.